# Андско фламинго
Андското фламинго (Phoenicoparrus andinus) е вид едра птица от семейство Фламингови (Phoenicopteridae).
Тези птици са разпространени в Андите от южно Перу до северозападна Аржентина. Живеят на колонии и имат розово оперение и жълти крака. Хранят се чрез филтриране на водата с разнородна храна – риба, безгръбначни, растения, водорасли.